# Desseling
Desseling település Franciaországban, Moselle megyében. Lakosainak száma 99 fő (2022. január 1.). Desseling Assenoncourt, Belles-Forêts, Fribourg és Guermange községekkel határos.

## Népesség
A település népességének változása:
| Lakosok száma | 92   | 74   | 107  | 107  | 111  | 110  | 99   | 101  | 101  | 99   |
|               | 1968 | 1990 | 2006 | 2011 | 2015 | 2016 | 2018 | 2019 | 2021 | 2022 |